# Sphaleron
Sphaleron（希臘語：σφαλερός，“滑的”，此处意为滑子）是粒子物理标准模型中，弱电相互作用方程的静态解，不随时间变化。Sphaleron常常在一些会导致重子与轻子数量不守恒的理论场景中用到。这些过程无法用费曼图等摄动方法展示，因而被称为非摄动理论。从几何角度看，Sphaleron是无限维场中弱电势的鞍点。